# NGC 807

NGC 807

NGC 807 في الفهرس العام الجديد، هي مجرة، تقع في كوكبة المثلث. اكتشفت في 11 سبتمبر 1784 بواسطة ويليام هيرشل.

## روابط خارجية
- NGC 807 على موقع ويكي سكاي: DSS2, SDSS, GALEX, IRAS, Hydrogen α, X-Ray, Astrophoto, Sky Map, Articles and images